# Петри, Лаурентиус
Лаурентиус Петри Нерициус (лат. Laurentius Petri Nericius, ориг. швед. Lars Petersson från Närke, Ларс Петерссон из Нерке, 1499, Эребру — 26 октября 1573, Уппсала) — шведский реформатор и первый (с 1531 года) евангелическо-лютеранский архиепископ в Швеции. Младший брат шведского реформатора Олауса Петри.

## Начало церковной карьеры
Лаурентиус учился в Германии вместе со своим братом. Там они приняли лютеранство, в Виттенберге, где были слушателями самого Лютера и Меланхтона. Вернувшись в Швецию, они поселились на острове Готланд. Лаурентий стал директором в школе, а его брат Олаф стал помощником священника. Не так давно после этого, Олаф путешествовал со священником в Стокгольм на коронацию короля Густава I Васы. Впоследствии ему удалось добиться дружеских отношений с королём, и вскоре он переехал в Стокгольм, где он работал в непосредственной близости от короля.

## Архиепископ
На Уппсальском Совете 1531 года шведский король Густав I Ваза сделал окончательный шаг разрыва с Римско-католической церковью и лично назначил Лаурентиуса новым архиепископом, первым архиепископом после реформации. 22 сентября того же года Лаурентиус был рукоположён в архиепископы Петером Магни (лат. Petrus Magni), епископом Вестеросским. Сам Магни был последним епископом в Швеции, рукоположённым самим папой в Риме, таким образом при рукоположении Лаурентиуса апостольская преемственность в Швеции была сохранена.
Он был архиепископом Швеции в течение 42 лет. В 1539 году его брат Олаф был приговорен королём к смертной казни, и Лаурентиус был среди тех, кто вынужден подписать смертный приговор. Олаф в 1542 году был помилован, во многом благодаря его влиятельным друзьям, но был вынужден оставить роли главного реформатора исключительно Лаурентиуса.

## Брак
В том же году Лаурентий женился на двоюродной сестре короля Швеции Елизавете Дитриксдоттер (швед. Elisabeth Didriksdotter) и стал первым в Швеции женатым архиепископом с тех пор как обет безбрачия утвердился де факто в правление папы Григория VII. А его брат Олаф в 1525 году стал первым женатым священником в Швеции.

## Переводы и сочинения
Лаурентиус мудро защищал автономию церкви после реформации от различных радикальных идей Густава Васы, например, отмена епископата, но в спорах, возникших по вопросу о роли короля в церковных делах, он участия не принимал, но спокойно и устойчиво содействовал продвижению идей Реформации в Швеции, выходу в свет всей Библии на шведском языке, которая получила название «Васа-Библия», по имени короля и вышла в 1541 году. В 1571 Лаурентиус издал Устав Церкви Швеции, по своему характеру ближе всего подходящий к умеренным воззрениям меланхтонистов. Написал также, среди прочего, шведскую хронику, изданную в «Scriptores rerum suecicarum médiiaevi» (II). Смерть помешала Лаурентиусу закончить особое исповедание для шведской церкви.
Во многом именно Лаурентий Петри Нерициус и его брат Олаус Петри определили характер Церкви Швеции, её особый путь развития на основе их трудов, её национальные черты.